# 아키즈키정
아키즈키정 (아키즈키마치)(秋月町)은 후쿠오카현 아사쿠라군에 있던 정이다. 현재의 아사쿠라시의 일부에 해당한다.